# ماتياس شميد
ماتياس شميد (بالألمانية: Matthias Schmid)‏ هو متسابق يخت نمساوي، ولد في 12 ديسمبر 1980 في فيينا في النمسا.

## وصلات خارجية
- الموقع الرسمي
- ماتياس شميد على موقع الاتحاد الدولي للملاحة الشراعية (موقع جديد) (الإنجليزية)
- ماتياس شميد على موقع اللجنة الأولمبية الدولية (الإنجليزية)
- ماتياس شميد على موقع أوليمبيديا (الإنجليزية)